# Antenne parabolique
Pour les articles homonymes, voir Parabole (homonymie).
Une antenne parabolique communément appelée parabole par le grand public désigne un dispositif technique équipé d'un réflecteur permettant de capter, concentrer et focaliser les signaux provenant d'un satellite, d'une liaison hertzienne radio ou d'un émetteur de télévision terrestre, vers une « source » ou « tête de réception » équipée d'un bloc-convertisseur à faible bruit ou « LNB », destiné à être connecté par l'intermédiaire d'un câble coaxial, jusqu'à un récepteur ou un démodulateur satellite ou encore à une unité de télédistribution.

Les principaux types de réflecteurs paraboliques. A = Offset à foyer décalé, B = Grégorienne, C = Primefocus (à foyer centré), D= Cassegrain.

Il existe différents types d'antennes paraboliques se distinguant par la forme de leur réflecteur, notamment celles destinées à capter les signaux provenant de satellites. La plus répandue auprès du grand public est de type « offset » à foyer décalé mais d'autres types comme l'antenne Cassegrain, la prime-focus et l'antenne grégorienne exploitent une apparence mécanique différente.
Historiquement, l'antenne parabolique à foyer centré dite « Prime Focus » est exploitée notamment entre les années 1960 à 1990 par les opérateurs et certains foyers nord américains ou africains qui captent les satellites de télévision dans les fréquences en bande C. Ces antennes sont généralement de plus grande taille que les antennes « offset » plus modernes.

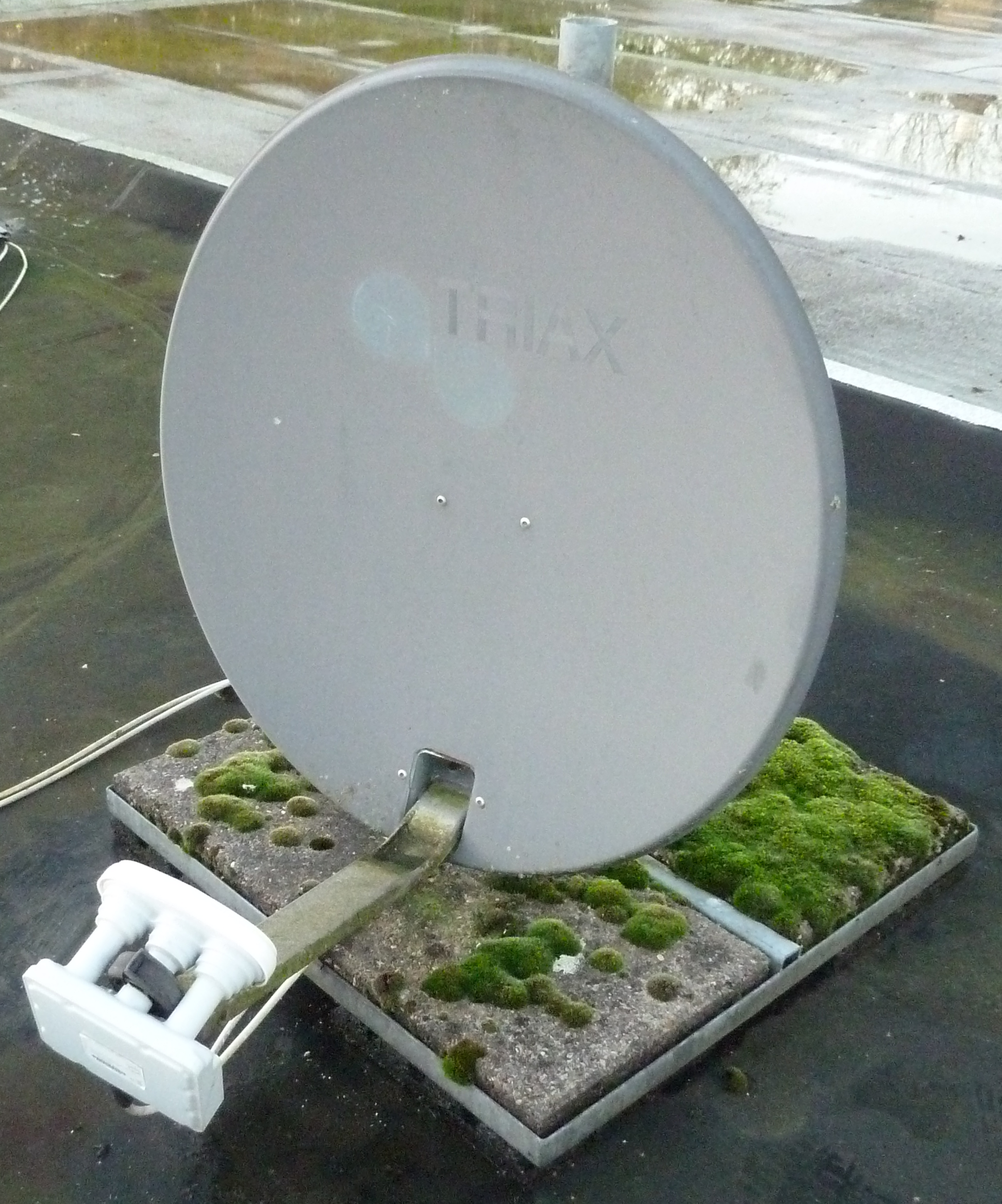
Antenne parabolique fixe de type offset, équipée d'une tête monobloc permettant de capter à la fois 3 positions orbitales.

L'antenne Cassegrain, dont la dénomination prend son origine de la ressemblance avec le télescope de type Cassegrain de Laurent Cassegrain s'apparente à la « prime focus » mais sa tête de réception est logée au centre du réflecteur parabolique principal et elle se focalise sur un second petit réflecteur parabolique, lequel, par rebond, renvoie le signal collecté par la parabole principale.
L'antenne de type grégorien ou dite « antenne gégorienne » dont la forme rappelle celle du télescope grégorien de James Gregory est une variante de l'antenne « offset » et exploite comme la Cassegrain, un rebond semi-sphérique pour dévier le signal du réflecteur jusqu'à la tête fixée sur le bras déporté.
L'antenne offset est munie d'un bras unique et elle s'installe généralement dans un axe plus vertical que les autres types de paraboles. Cette formule est la plus répandue pour la télédiffusion directe et individuelle par satellite.

## L'antenne satellite universelle
La qualification « universelle » de certaines antennes paraboliques ne concerne que la tête de réception et de son bloc-convertisseur ou LNB. Les caractéristiques de ce type de têtes de réception satellite comprennent obligatoirement un dispositif électronique de commutation permettant de sélectionner et capter la bande basse ou la bande haute des fréquences et la commutation de polarisation, généralement horizontale ou verticale. 
Le convertisseur à faible bruit ou LNB doit capter puis convertir les fréquences émises par le satellite, en des fréquences intermédiaires ou BIS, permettant de plus facilement et efficacement véhiculer les signaux par un câble coaxial jusqu'au récepteur.
Les gammes de fréquences d'entrée d'une tête de réception dite « universelle » s'étendent pour la bande basse, de 10,9 à 11,7 GHz et pour la bande haute, de 11,7 à 12,75 GHz. Les fréquences intermédiaires de sortie (BIS) s'étendent pour la bande basse, de  950 MHz à 1,950 GHz et pour la bande haute, de 1,950 GHz à 2,15 GHz (des variantes existent parfois sur certains modèles). 

## Principes techniques
D'autres gammes de fréquences comme la bande L dès 1,1 GHz sont exploitées pour les liaisons professionnelles et lorsqu'un gain d'antenne élevé est recherché. En théorie, l'intérêt d'un réflecteur parabolique ne serait nécessaire qu'à partir d'un diamètre supérieur dont la taille est 4 fois la longueur d'onde du signal à transmettre. Certains radioamateurs utilisent ce type d'antenne surtout au-dessus de 430 MHz, avec des paraboles qui dépassent le plus souvent, 3 mètres de diamètre.

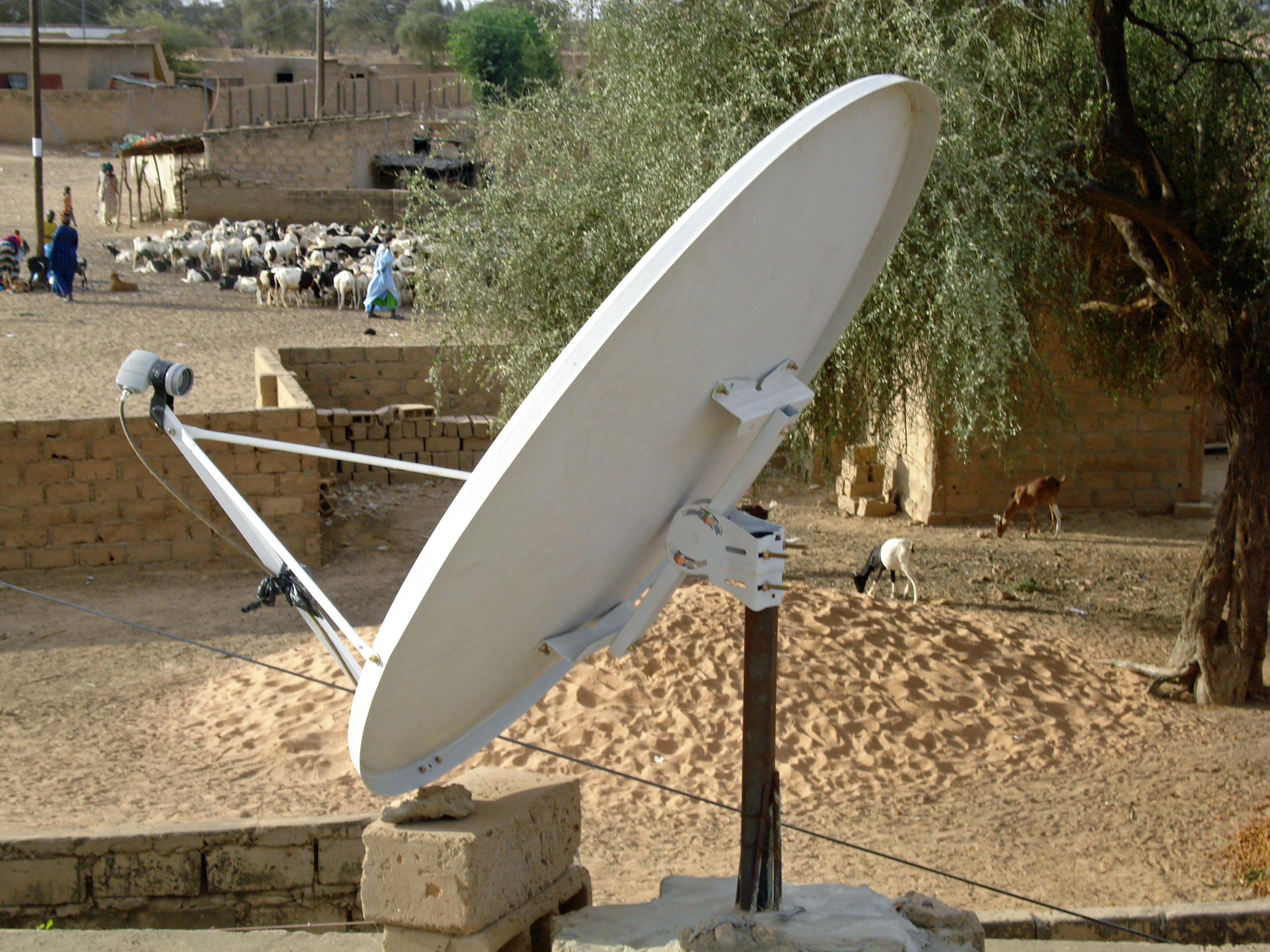
Une parabole de type offset à Agnam-Goly, un village du Sénégal oriental.

## Le réflecteur
Le réflecteur parabolique est chargé de concentrer les ondes reçues ou émises, radar, télévision, ISM et Wi-Fi, radio-amateurisme, faisceaux hertziens, ou signaux électromagnétique émis par les astres en radioastronomie, vers la source, qui se situe au foyer de la parabole ou sur un bras déporté. Les antennes paraboliques de petit diamètre sont soit fabriquées en tôle emboutie (acier ou aluminium), soit en matériaux synthétiques ou résine. Pour les antennes de grand diamètre adaptées à la bande C, les réflecteurs sont parfois réalisés en grillage, ce qui a pour effet de diminuer la prise au vent et surtout évacuer plus facilement l'humidité lors des intempéries. Le réflecteur ne doit pas comporter de creux ou de bosses d'une amplitude supérieure à 5 % de la longueur d'onde représentant de 2,5 cm en Télévision par satellite et 12,5 cm en 2,4 GHz.

## La source

Les différents types de montages de la source d'une antenne parabolique

Le signal à émettre est produit par le transmetteur, un appareil comportant un oscillateur local dont l'onde sera modulée puis amplifiée. Ce dernier est relié à l'antenne par un guide d'ondes ou un câble coaxial relié à un cornet d'alimentation, communément appelée simplement « source », placé au foyer du réflecteur parabolique. Le but de la source est d’« éclairer » entièrement la surface du réflecteur avec le signal à émettre.
Dans le cas des antennes réceptrices, le signal fait le trajet inverse de l'antenne au cornet d'alimentation (appelé également « source ») puis dans le guide d'ondes vers cette fois le récepteur. Ce dernier filtre les ondes radioélectriques reçues pour en extraire les informations qui y ont été incorporées lors de leurs émissions : sons ou signaux numériques.
Il existe quatre types d'antennes paraboliques : les antennes avec source centrée, les antennes avec source décalée, les antennes Cassegrain et Grégorienne. Avec les antennes classiques de base le rendement tourne autour de 60~65 % mais peut atteindre 72 % sur du foyer décalé. Avec les antennes Cassegrain et grégorienne, il est possible d’obtenir des rendements de l'ordre d'un peu plus de 80 %. Exemple : une antenne grand public d'un diamètre standard et habituel de 60 cm (65 × 60 cm et angle de décalage de 22,7°) pour la réception de la TV par satellite et possédant un rendement de 69 %, procure un gain théorique de 36,8 dBi à 12,75 GHz. L'angle d'ouverture, < 3° (2x1,5°), est compatible avec l'espacement orbital actif au pas de 3° en général.

### Antenne à source centrée
Dans les antennes foyer primaire (en anglais prime-focus), le réflecteur est circulaire et la source est placée dans l'axe du lobe de l'antenne. Cette disposition fait que la source constitue un écran pour les ondes et le rendement, donc le gain global de l'antenne est diminué. Ce type de montage est utilisé de préférence pour les réflecteurs de diamètres supérieurs à deux mètres, l'ombre de la source et des bras supports étant relativement négligeable.

### Antenne à source décalée
Pour éviter l'inconvénient du montage foyer-primaire, il est courant de décentrer la source, le réflecteur est alors une portion de paraboloïde au contour elliptique : on parle alors de source décalée (en anglais « parabole offset »). Cette configuration demande cependant un cornet plus gros, elle est plus difficile à obtenir et en général plus coûteuse dans le cas des gros réflecteurs comme ceux pour les radars. Le rendement est cependant amélioré nettement, surtout pour les petites antennes comme celles qui sont utilisées par le grand public pour la réception de la télévision par satellite. Autre avantage : le réflecteur peut conserver une position quasi verticale même pour les satellites placés assez haut dans le ciel.

### Antenne Cassegrain et grégorienne
Pour rendre plus compacte une antenne de grande focale, on utilise le montage de type Cassegrain commun dans les télescopes. Le réflecteur secondaire peut être plan ou hyperbolique convexe dont le point focal arrière coïncide avec le point focal du réflecteur primaire parabolique. Dans le montage, le cornet d'alimentation se trouve au centre du réflecteur principal et envoie les ondes vers le réflecteur secondaire qui les retourne vers le réflecteur principal.
Le montage appelé « parabole grégorienne » (dite aussi de Grégory, nom de l'inventeur) est un montage décalé utilisant un réflecteur secondaire ellipsoïde comme le montage Cassegrain. Ce sub-réflecteur présente sa face concave côté réflecteur, alors qu'en Cassegrain nous avions la face utile en convexe.
En plus des rendements supérieurs de l'ordre d'un peu plus de 80 % , ces antennes ont surtout une directivité accrue.

## Diagramme d'émission

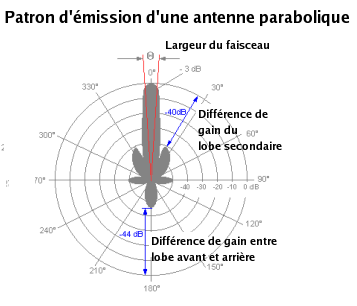
Diagramme d'émission typique d'une antenne directive.

La taille de la surface formant un « réflecteur parabolique » est relativement petite en général devant la longueur d'onde du signal émis et il n'est alors pas possible de négliger les phénomènes de diffraction. Chaque point de la surface du « réflecteur » va rayonner comme une source ponctuelle, et le champ total émis en un point est la somme cohérente de tous les champs infinitésimaux. Tout se passe comme dans le cas de la diffraction d'une onde par une ouverture. Quel que soit donc le type d'antenne parabolique, le diagramme d'émission comporte un lobe principal dans la direction d'émission et des lobes secondaires tout autour de la sphère centrée sur l'antenne et qu'on tente de minimiser.
Prenons une petite portion de l'antenne parabolique ayant plus ou moins la forme d'un rectangle de dimensions {\displaystyle l{\text{ par }}L}. La théorie de la diffraction montre que l'amplitude de l'onde émise dans une direction repérée par les angles {\displaystyle \,\theta } (angle azimutal horizontal ou gisement) et {\displaystyle \,\phi } (angle d'élévation ou de site) à une distance {\displaystyle r} de l'antenne suffisamment grande pour que l'approximation de Fraunhofer soit vérifée, vaut ({\displaystyle \operatorname {sinc} } est la fonction sinus cardinal) :
On considère en général la largeur du faisceau comme l'angle sous-tendu entre chaque côté du lobe principal où la valeur de l'intensité du signal ne descend pas sous 0,5 la valeur de celle du pic, soit −3 dB dans échelle logarithmique (en décibel ou dB). En résolvant avec cette valeur l'équation, on obtient :
Selon le type d'antenne, on doit ajouter plusieurs portions rectangulaires pour obtenir la formule d'émission pour l'antenne finale. Un cas particulier mais très fréquent est celui de l'antenne qui forme une parabole complète de diamètre D. Dans ce cas, la résolution R (ou {\displaystyle \,\Theta }) devient (en degrés) :
Le diagramme de ci-dessus donne l'allure de l'évolution de la puissance de l'onde, normalisée par rapport à la puissance maximale émise, en fonction du site et du gisement d'une telle antenne parabolique. On voit apparaître le lobe principal où la plupart de l'énergie émise ou reçu se trouve. On le définit comme le faisceau d'émission ou de réception de l'antenne.
On voit que pour réduire l'ouverture angulaire de l'antenne, il y a deux méthodes :
- soit augmenter la taille de l'antenne ;
- soit diminuer la longueur d'onde / monter en fréquence.

### Faisceau plat

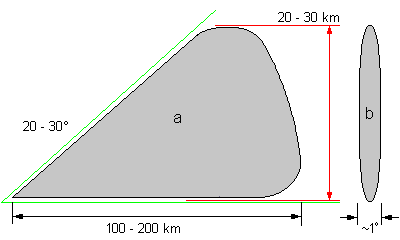
Vue frontale et latérale du rayonnement.

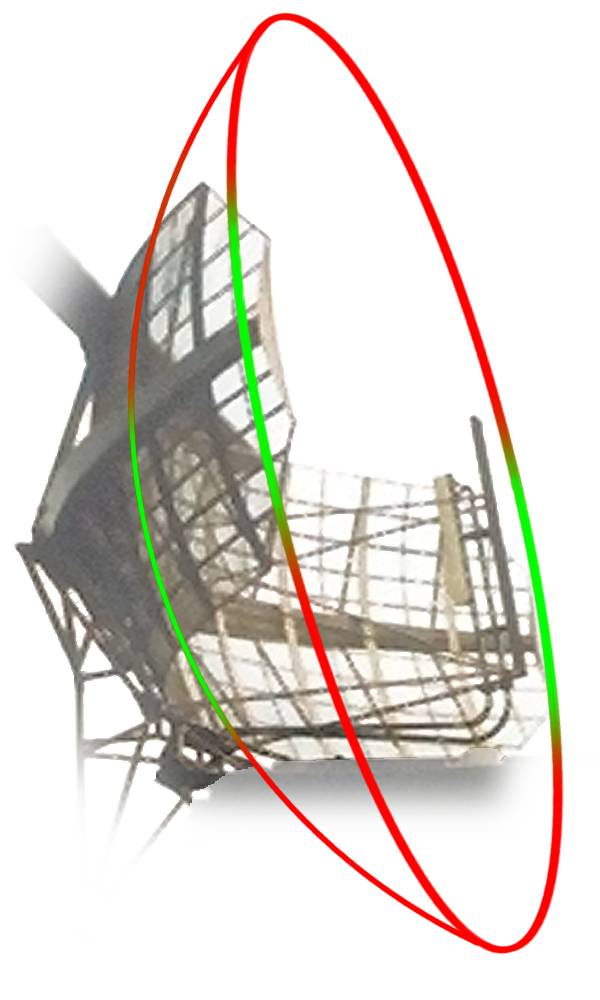
Parabole complète (en rouge) et tronquée (en vert).

Un cas particulier de rayonnement d'une antenne parabolique est celui du faisceau plat, ou en éventail, très mince selon un axe et très large dans l’autre. Comme vu ci-dessus, une antenne parabolique donne un faisceau très concentré dans une direction avec {\displaystyle \scriptstyle \phi =\theta }. En tronquant une partie de la parabole comme sur la figure de gauche, le faisceau reste concentré dans la direction perpendiculaire et s'élargit dans celle de la partie manquante. En ne gardant qu'un secteur, il est possible d'obtenir un faisceau très mince dans une direction et très large dans l'autre comme à droite.
Ce genre d’antenne est utilisé dans certains radars primaires d'aéroport. L'axe du paraboloïde est alors comme dans l'image de droite. Ceci permet de déterminer avec précision la direction et la distance des aéronefs mais pas son altitude. Pour cela, un radar de site utilisant le même principe est utilisé. Comme l’axe nécessaire pour la section mince du faisceau doit être à l’horizontale dans ce cas, l’axe du paraboloïde tronqué sera dans la verticale (tourné de 90° par rapport au cas précédent).

## Applications
- Télécommunications & transmissions professionnelles terrestres (faisceaux hertziens)
- Liaisons entre la Terre et les satellites
- Radars
- Radiodiffusion par satellite, MMDS, pour le grand public
- Radio-amateurisme, Wi-Fi, ISM
- Radioastronomie

### Télévision par satellite
Dans les « paraboles » utilisées pour la réception de la télévision par satellite, la source est directement reliée à un élément de récepteur, la tête (LNB), qui est un convertisseur de fréquence à faible bruit. Le signal reçu, dont la fréquence est de l'ordre de 11 ou 12 GHz, est transposé sur une gamme de fréquence aux environs de 950 à 2 150 MHz pour aboutir au récepteur de télévision.
Si un seul satellite (ou constellation de satellites) est capté, ou dans le cas d'une antenne motorisée, une seule tête est utilisée. Si un second satellite (ou une seconde position orbitale) est désiré, le système utilise alors le foyer parasite, décalé de 7 cm environ (mais dépend du diamètre de la longueur de la focale) par rapport à l'axe d'une parabole de 80 cm. Cet artifice validé permet de capter deux satellites séparés de 6° (Hot-Bird 13° E et Astra 19° E, par exemple) avec un seul réflecteur, les deux foyers alimentant deux têtes ou une tête monobloc bisatellite. Des paraboles à multi-foyer sont disponibles, couvrant un segment orbital allant de 28° est (Astra 2) à 5° ouest (Atlantic Bird 3).
Pour une fréquence donnée, le gain de l'antenne augmente avec l'accroissement du diamètre de la parabole tandis que l'angle d'ouverture diminue.
Pour les fréquences inférieures à 1 GHz, les antennes paraboliques, plus encombrantes, sont généralement remplacées par des antennes Yagi, antennes quad, etc., mais dans des cas délicats rencontrés en TV-UHF, la parabole est parfois préférée au « râteau ».
L’évolution des techniques de diffusions par satellite a permis de réduire la taille des antennes paraboliques de réception, ce qui a contribué à rendre plus accessible la télévision par satellite auprès du grand public. Au fur et à mesure que la technologie frontale s’améliorait et que le chiffre de bruit des LNB diminuait, la taille des paraboles est passée par exemple de 3 m de diamètre au début des années 1980, à 1,8 m à la fin des années 1980, pour passer ensuite aux tailles standards actuelles allant par exemple de 60 cm à 80 cm, à partir des années 1990. Le fait de ne plus devoir obligatoirement utiliser des antennes motorisées pour recevoir beaucoup de chaînes, à l’apparition des bouquets numériques au milieu des années 1990, le consommateur trouvant une offre conséquente de chaînes sur un ou deux satellites, est aussi un aspect pratique qui a contribué à l'utilisation de la télévision par satellite par le grand public,,.

## Alternatives

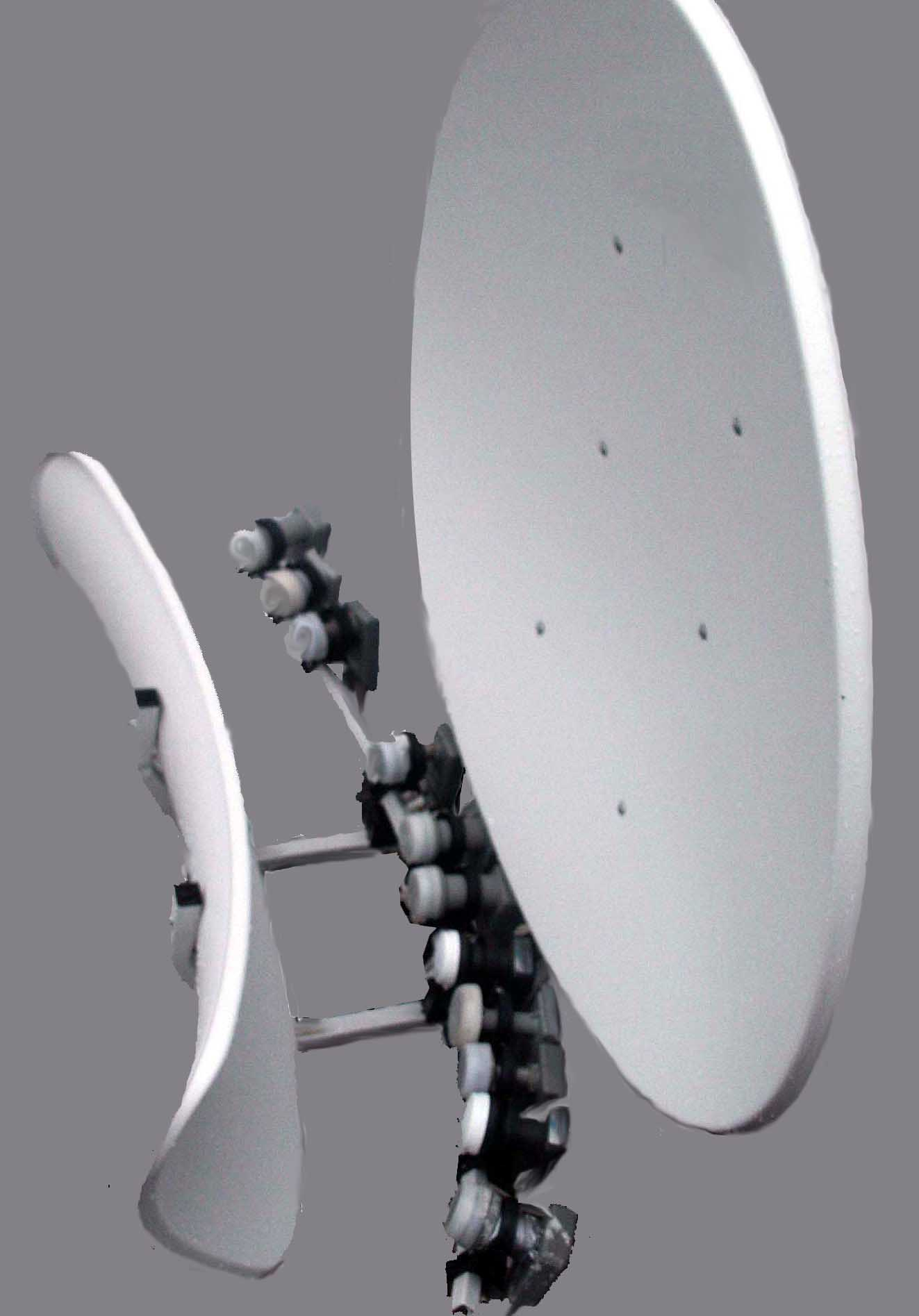
Une antenne toroïdale.

- Antenne ellipsoïdale peut servir à capter deux ou trois satellites.
- Antenne toroïdale utilise deux réflecteurs (l'un en face de l'autre) pour que les ondes convergent en une ligne au lieu d'un point unique ; ce qui permet la réception de plusieurs satellites en un arc allant jusqu'à 40°.